# Heuilley-sur-Saône
Heuilley-sur-Saône és un municipi francès, situat al departament de la Costa d'Or i a la regió de Borgonya - Franc Comtat. L'any 2007 tenia 298 habitants.

## Demografia

### Població
El 2007 la població de fet de Heuilley-sur-Saône era de 298 persones. Hi havia 128 famílies, de les quals 44 eren unipersonals (12 homes vivint sols i 32 dones vivint soles), 36 parelles sense fills, 36 parelles amb fills i 12 famílies monoparentals amb fills.
La població ha evolucionat segons el següent gràfic:
Habitants censats

### Habitatges
El 2007 hi havia 206 habitatges, 134 eren l'habitatge principal de la família, 57 eren segones residències i 15 estaven desocupats. 203 eren cases i 3 eren apartaments. Dels 134 habitatges principals, 115 estaven ocupats pels seus propietaris, 16 estaven llogats i ocupats pels llogaters i 3 estaven cedits a títol gratuït; 2 tenien una cambra, 6 en tenien dues, 11 en tenien tres, 41 en tenien quatre i 74 en tenien cinc o més. 106 habitatges disposaven pel capbaix d'una plaça de pàrquing. A 63 habitatges hi havia un automòbil i a 62 n'hi havia dos o més.

### Piràmide de població
La piràmide de població per edats i sexe el 2009 era:
| Homes | Edats   | Dones |
| ----- | ------- | ----- |
| 0     | 95 o +  | 0     |
| 0     | 90 a 94 | 4     |
| 4     | 85 a 89 | 0     |
| 16    | 80 a 84 | 8     |
| 4     | 75 a 79 | 16    |
| 0     | 70 a 74 | 8     |
| 16    | 65 a 69 | 12    |
| 20    | 60 a 64 | 8     |
| 0     | 55 a 59 | 4     |
| 20    | 50 a 54 | 16    |
| 16    | 45 a 49 | 20    |
| 4     | 40 a 44 | 4     |
| 0     | 35 a 39 | 8     |
| 12    | 30 a 34 | 0     |
| 0     | 25 a 29 | 4     |
| 12    | 20 a 24 | 8     |
| 16    | 15 a 19 | 8     |
| 4     | 10 a 14 | 8     |
| 8     | 5 a 9   | 4     |
| 8     | 0 a 4   | 4     |

## Economia
El 2007 la població en edat de treballar era de 178 persones, 131 eren actives i 47 eren inactives. De les 131 persones actives 122 estaven ocupades (65 homes i 57 dones) i 9 estaven aturades (5 homes i 4 dones). De les 47 persones inactives 26 estaven jubilades, 9 estaven estudiant i 12 estaven classificades com a «altres inactius».

### Ingressos
El 2009 a Heuilley-sur-Saône hi havia 132 unitats fiscals que integraven 292 persones, la mediana anual d'ingressos fiscals per persona era de 16.353 €.

### Activitats econòmiques
Dels 9 establiments que hi havia el 2007, 1 era d'una empresa extractiva, 3 d'empreses de construcció, 1 d'una empresa de comerç i reparació d'automòbils, 1 d'una empresa de transport, 1 d'una empresa d'hostatgeria i restauració i 2 d'empreses de serveis.
Dels 4 establiments de servei als particulars que hi havia el 2009, 2 eren paletes, 1 lampisteria i 1 restaurant.
L'any 2000 a Heuilley-sur-Saône hi havia 4 explotacions agrícoles.

## Equipaments sanitaris i escolars
El 2009 hi havia una escola elemental integrada dins d'un grup escolar amb les comunes properes formant una escola dispersa.

## Poblacions més properes
El següent diagrama mostra les poblacions més properes.